# العلاقات العراقية الزيمبابوية
العلاقات العراقية الزيمبابوية هي العلاقات الثنائية التي تجمع بين العراق وزيمبابوي.

## مقارنة بين البلدين
هذه مقارنة عامة ومرجعية للدولتين:
| وجه المقارنة                                              | العراق                       | زيمبابوي |
| --------------------------------------------------------- | ---------------------------- | --- |
| المساحة (كم2)                                             | 437.07 ألف                   | 390.76 ألف |
| عدد السكان (نسمة)                                         | 38.27 مليون                  | 16.53 مليون |
| الكثافة السكانية (ن./كم²)                                 | 87.56                        | 42.3 |
| العاصمة                                                   | بغداد                        | هراري |
| اللغة الرسمية                                             | اللغة العربية، اللغة الكردية | لغة إنجليزية، اللغة الشونا، النديبيلية الشمالية ‏، لغة الشيشيوا، Barwe ‏، Kalanga language ‏، Tshwa language ‏، النداو ‏، اللغة التسونجا، لغة الإشارة الزيمبابوية ‏، اللغة السوتية، تونغا ‏، اللغة التسوانية، اللغة الفيندية، اللغة الكوسية |
| العملة                                                    | دينار عراقي                  | دولار أمريكي |
| الناتج المحلي الإجمالي (بليون دولار)                      | 197.72 مليار                 | 17.85 مليار |
| الناتج المحلي الإجمالي (تعادل القوة الشرائية) بليون دولار | 560.73 مليار                 | 27.88 مليار |
| الناتج المحلي الإجمالي الاسمي للفرد دولار أمريكي          | 4.94 ألف                     | 924 |
| الناتج المحلي الإجمالي للفرد دولار أمريكي                 | 15.06 ألف                    | 1.79 ألف |
| مؤشر التنمية البشرية                                      | 0.654                        | 0.509 |
| رمز المكالمات الدولي                                      | +964                         | +263 |
| رمز الإنترنت                                              | .iq                          | .zw |
| المنطقة الزمنية                                           | ت ع م+03:00، ت ع م+04:00     | ت ع م+02:00 |

## منظمات دولية مشتركة
يشترك البلدان في عضوية مجموعة من المنظمات الدولية، منها:
| علم المنظمة | اسم المنظمة                        | تاريخ انضمام العراق | تاريخ انضمام زيمبابوي |
| ----------- | ---------------------------------- | ------------------- | --------------------- |
|             | مؤسسة التنمية الدولية              | 29 ديسمبر 1960      | 29 سبتمبر 1980        |
|             | الأمم المتحدة                      | 21 ديسمبر 1945      | 25 أغسطس 1980         |
|             | منظمة الشرطة الجنائية الدولية      | ?                   | ?                     |
|             | الاتحاد الدولي للاتصالات           | 12 نوفمبر 1928      | 10 فبراير 1981        |
|             | البنك الدولي للإنشاء والتعمير      | 27 ديسمبر 1945      | 29 سبتمبر 1980        |
|             | الاتحاد البريدي العالمي            | ?                   | ?                     |
|             | منظمة حظر الأسلحة الكيميائية       | ?                   | ?                     |
|             | مؤسسة التمويل الدولية              | 27 ديسمبر 1956      | 29 سبتمبر 1980        |
|             | وكالة ضمان الاستثمار متعدد الأطراف | 6 أكتوبر 2008       | 10 أبريل 1992         |
|             | يونسكو                             | 21 أكتوبر 1948      | 22 سبتمبر 1980        |

## وصلات خارجية
- موقع وزارة الخارجية العراقية
- موقع وزارة الخارجية الزيمبابوية